# Олигомер

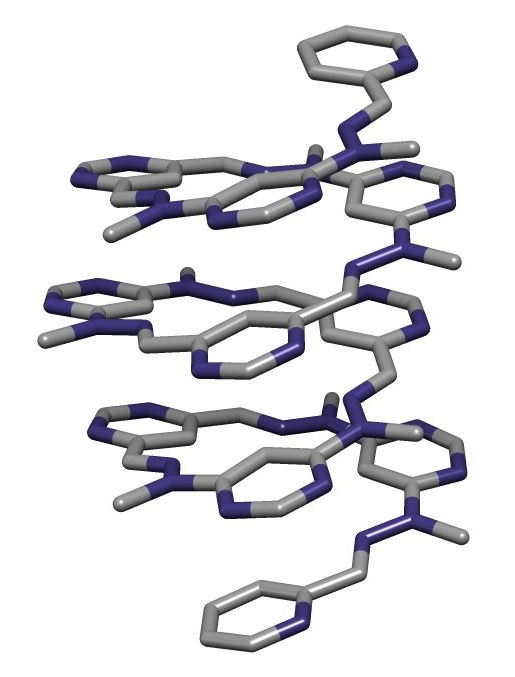
Олигомер из 11 звеньев, сложившийся во вторичную структуру — фолдамер (по Jean-Marie Lehn с соавторами, Helv. Chim. Acta., 2003, 86, 1598—1624)

В химии олигоме́р (греч. ολιγος — малый, немногий, незначительный; μέρος — часть) — молекула в виде цепочки из небольшого числа одинаковых составных звеньев. Этим олигомеры отличаются от полимеров, в которых число звеньев теоретически не ограничено. Верхний предел молекулярной массы олигомера зависит от его химических свойств. Свойства олигомеров сильно зависят от изменения количества повторяющихся звеньев в молекуле и природы концевых групп; с момента, когда химические свойства перестают изменяться с увеличением длины цепочки, вещество называется полимером.
По количеству звеньев различают димер (два звена), тример (3), тетрамер (4), пентамер (5), гексамер (6), и т. д.
Молекулы, способные образовывать цепочки в результате реакции полимеризации, называются мономерами. При олигомеризации химический процесс формирования цепочки из мономеров протекает только до достижения определенной степени полимеризации (обычно в пределах от 10 до 100).
Олигомеры, способные складываться в устойчивую вторичную структуру подобно белкам, называются фолдамерами.
В биохимии термин олигомер используется для обозначения коротких одноцепочечных фрагментов нуклеиновых кислот (ДНК и РНК) Такие олигомеры, размещённые на стеклянной подложке или нейлоновой мембране, используются в экспериментах с гибридизацией ДНК.
Олигомерами также называются белковые комплексы, состоящие из двух и более субъединиц. При этом, комплексы из одинаковых субъединиц называются гомо-олигомерами, а из разных — ге́теро-олигомерами.